# Nižná Kľaková (przełęcz)

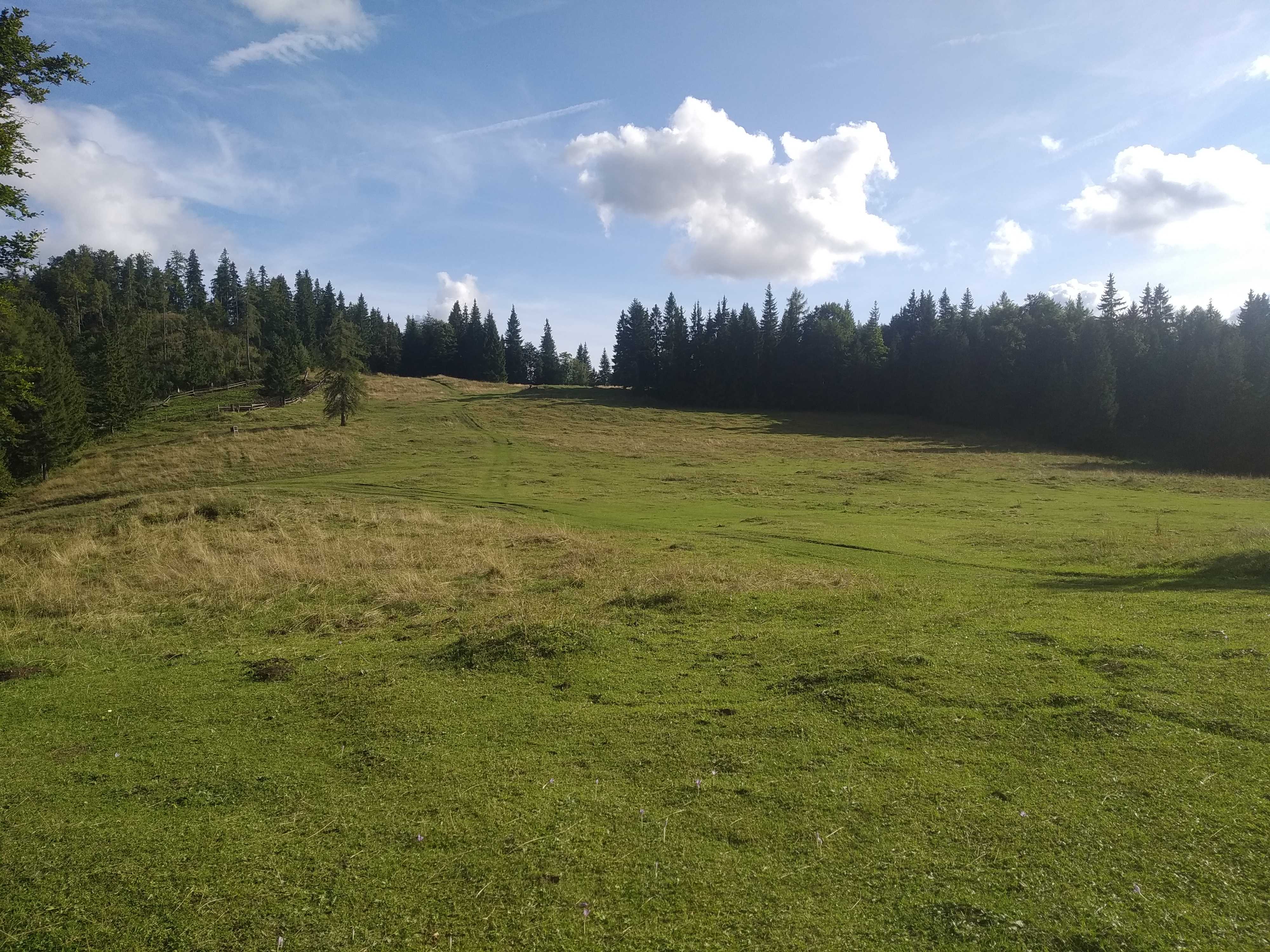
Polana Nižná Kľaková

Nižná Kľaková (1195 m n.p.m.) - szeroka przełęcz w obrębie Płaskowyżu Murańskiego w Rudawach Słowackich, w środkowej Słowacji. Jednocześnie nazwa usytuowanej na jej siodle rozległej polany górskiej, będącej jednym z głównych miejsc koncentrujących ruch turystyczny w granicach Parku Narodowego Muránska planina dzięki istniejącemu tu jedynemu na obszarze Parku schronowi turystycznemu.

## Położenie
Przełęcz leży w głównym grzbiecie wododziałowym Rudaw Słowackich, biegnącym od najwyższego szczytu płaskowyżu, Kľaku (1409 m n.p.m.), na południe, w kierunku grzbietu, zwanego Siváková. Stoki zachodnie opadają spod przełęczy ku dolinie jednego ze źródłowych cieków Dudlavki w dorzeczu Hronu, natomiast stoki wschodnie – ku głębokiej dolinie, w której rodzi się Hrdzavý potok, należący do dorzecza Slanéj.

## Charakterystyka
Przełęcz tworzy szerokie, niezbyt głębokie siodło w mało tu wybitnym grzbiecie, budowanym węglanowymi skałami osadowymi pochodzącymi ze środkowego triasu. W najwyższych partiach grzbietu po obu stronach siodła są to jasne, organodetrytyczne wapienie tzw. steinalmskie, w niższych – ciemnoszare wapienie tzw. gutensteinskie. W najniższej części siodła przełęczy ukazują się wąskim pasem ciemnoszare, gutensteinskie dolomity. Poczynając od poziomicy ok. 1050 m n.p.m. w dół po obu stronach przełęczy w dolinach Dudlavki i Hrdzavého potoku ukazują się już na powierzchni granodioryty pochodzące z karbonu, budujące krystaliczne podłoże płaskowyżu.
Na zachodnim stoku siodła przełęczy, na wysokości ok. 1135 m n.p.m., znajduje się jedno z nielicznych w okolicy źródło wody, związane z występowaniem warstwy nieprzepuszczalnych skał.
Polana pokrywająca przełęcz ma w swej głównej części wymiary ok. 400 x 200 m. W kierunku szczytów Kľaku i Veľkéj Stožki biegnie od niej porozrywany ciąg kilku innych, nieco mniejszych i częściowo już zarastających polan. W otoczeniu polany przeważają drzewostany świerkowe, lokalnie z dużym udziałem buka. Wiosną na polanie zakwitają m.in. krokusy i urdzik karpacki, latem goryczka trojeściowa, a jesienią zimowity.

## Turystyka
Na przełęczy Nižná Kľaková, obok schronu turystycznego, znajduje się drewniany stół z ławami oraz drewniany, dawny domek myśliwski (niedostępny dla turystów). Tu również ważny węzeł szlaków turystycznych.
Wzdłuż linii grzbietu przebiega przez polanę Rudná magistrála - czerwono   znakowany dalekobieżny szlak pieszy z miejscowości Zlaté Moravce na szczyt Stolicy. Krzyżuje się on tutaj z żółtym   szlakiem z miejscowości Muráň do leśniczówki Stožky w dolinie Dudlavki.